# 三毛流浪记
《三毛流浪记》是中國漫畫家張樂平於1935年創作的，其主角「三毛」到現在仍然是中國最著名和受人喜愛的虛構人物之一，也被翻譯成不同語言版本。
在「三毛」面世前，大多數的中國漫畫書的對象都是以成人為主的。而這些故事都沒有對話的。當張樂平創作三毛這漫畫人物系列時，他的主要目的是想透過漫畫以戲劇形式表現日本侵华战争為社會帶來的禍害。他想表達對年輕難民的關注，尤其是在街上流浪的孤兒。角色們的大轉變都是發生在1949年中華人民共和國成立後。三毛則是這些孤兒的代表。
現在虛構人物三毛有著歷史最悠久的電影、卡通及書本製作。。

## 故事
故事發生在30至40年代初的上海。內容圍繞無家可歸的孤兒三毛，講述三毛在“黃金”時代舊上海的歷險事情。三毛生活在戰爭、殖民主義和通貨膨脹所帶來的貧窮苦難環境下。
三毛流浪记所说的是原为富家子弟的12-15岁少年三毛因为日本侵略而失去了父母，沦为孤儿。后他多次寻找母亲未果，曾经做过多种苦力，例如擦鞋工等，但多次被地痞、日本军等人陷害。帮助过三毛的一共有几人，一个人是渔夫，后因为日本侵略而为保卫三毛而死；第二个是一个穷苦太太，他因为觉得三毛可以帮助自己的家庭而收留了他，后因为日军侵略而不得不抛弃他。在故事的开头到结尾，都叙述了三毛流浪的痛苦生活，作者通过多种方法（例如三毛的梦以及三毛的表情）来描述三毛想家、想亲人的内心深处。

## 角色

### 三毛
三毛在故事裡的樣子就如他的名字一樣，永遠都是只有三條頭髮，這也意味著貧窮導致的營養不良。

## 三毛漫画作品
- 早期三毛（1935－1938年）
- 三毛从军记（1946年）
- 三毛外传（1946年）
- 三毛流浪记（1947－1949年）
- 三毛日记（1950－1965年，1977－1992年）
- 三毛翻身记（1951年）
- 三毛今昔（1959年）
- 三毛迎解放（1961年）
- 三毛学雷锋（1977－1984年）
- 三毛与体育（1978－1979年）
- 三毛爱科学（1978－1980年）
- 三毛旅游记（1980－1981年）
- 三毛学法（1985－1986年）

## 改編作品
角色人物首次面世是以漫畫形式出現，之後再改編成其他形式。
| 名稱                      | 出版年份      | 類型                       | 出版地   | 頻道           | 公司                         | 製片廠                   |
| ------------------------- | ------------- | -------------------------- | -------- | -------------- | ---------------------------- | ------------------------ |
| 三毛流浪记                | 1949年        | 電影                       | 中國大陆 |                |                              |                          |
| 三毛流浪记                | 1958年        | 木偶电影                   | 中國大陆 |                |                              |                          |
| 三毛学生意                | 1958年        | 電影                       | 中國大陆 |                |                              | 天馬电影製片廠           |
| 三毛流浪记                | 1980年        | 電影                       | 香港     |                |                              |                          |
| 三毛流浪记                | 1984年        | 動畫电影                   | 中國大陆 |                |                              |                          |
| 三毛流浪记                | 1990年        | 舞劇                       | 中國大陆 |                |                              |                          |
| 三毛从军记                | 1992年        | 電影                       | 中國大陆 |                |                              |                          |
| 东方小故事·张乐平学画     | 1995年        | 电视短剧                   | 中國大陆 | 上海东方电视台 | 上海贝尔电话设备制造有限公司 | 上海市总工会电视制作中心 |
| 三毛流浪记 三毛流浪记续集 | 1996年 1998年 | 電視連續劇                 | 中國大陆 | 上海電視臺     | 上海大順影視製作有限公司     | 上海電影製片廠           |
| 三毛流浪记                | 1997年        | 舞台劇                     | 香港     |                |                              |                          |
| 三毛新传                  | 1999年        | 電視系列短劇               | 中國大陆 | 中央电视台     | 上海三毛形象发展有限公司     |                          |
| 三毛太空漫游              | 2000年        | 舞台木偶劇                 | 香港     |                |                              |                          |
| 三毛救孤记                | 2004年        | 電影                       | 中國大陆 |                |                              |                          |
| 导游三毛                  | 2005年        | 上海城市规划展示馆虚拟导游 | 中國大陆 |                |                              |                          |
| 三毛从军记                | 2005年        | 新媒體卡通戲劇             | 中國大陆 |                |                              |                          |
| 三毛流浪记                | 2006年        | 動畫剧                     | 中國大陆 | 中央电视台     | 中国国际电视总公司           |                          |
| 三毛欢乐派                | 2007年        | 网络遊戲                   | 中國大陆 |                |                              |                          |
| 阳光三毛                  | 2007年        | 世界夏季特奥会吉祥物       | 中國大陆 |                |                              |                          |
| 三毛流浪记                | 2010年        | 大型人偶卡通剧             | 中國大陆 |                |                              |                          |
| 三毛流浪记                | 2010年        | 杂技魔术情景剧             | 中國大陆 |                |                              |                          |
| 三毛奇遇记                | 2010年        | 動畫剧                     | 中國大陆 | 中央电视台     | 中国国际电视总公司           |                          |
| 三毛从军记                | 2010年        | 動畫剧                     | 中國大陆 | 中央电视台     | 中国国际电视总公司           |                          |
| 三毛流浪记                | 2011年        | 音乐剧                     | 中國大陆 |                |                              |                          |
| 三毛历险记                | 2011年        | 動畫剧                     | 中國大陆 | 中央电视台     | 中国国际电视总公司           |                          |
| 三毛旅行记                | 2013年        | 動畫剧                     | 中國大陆 | 中央电视台     | 中国国际电视总公司           |                          |
| 未来的三毛                | 2015年        | 儿童舞台剧                 | 中國大陆 |                |                              |                          |
| 上海光影                  | 2017年        | 杂技魔术剧                 | 中國大陆 |                |                              |                          |

## 獲獎
1997年6月，據中國30多家城市中心書店銷售情況統計，暢銷書（文藝類）排行榜中名列第一的是《三毛流浪記》。 
1998年評選的“全國優秀暢銷書”少兒類75種圖書中，三毛系列作品就佔了7種，其中《三毛流浪記》榮居榜首。 
1999年《三毛流浪記》被評為“建國五十年以來感動共和國的50本書”之一。 
此外，近幾年來，各種三毛作品就曾分別獲得“上海市優秀圖書獎”、“全國優秀幼兒讀物獎”、“全國優秀少兒讀物一等獎”、“國家圖書獎提名獎”、“中國圖書獎”等多項殊榮。

## 外部連結
- 張樂平與經典“三毛”（页面存档备份，存于） （简体中文）
- 永遠的“三毛” （简体中文）